# Sierra del Tontal
Die Sierra del Tontal ist eine Bergkette der Andenpräkordillere in der Region Cuyo, westlich der Stadt San Juan in Argentinien. Sie erstreckt sich in Nord-Süd-Richtung über 80 km mit einer variablen Breite zwischen 6 und 10 km. Mit dieser Ausdehnung und Gipfelhöhen von mehr als 4000 Metern Höhe ist sie die dominanteste Bergkette der Provinz San Juan. Die meisten ihrer Gipfel tragen keine Namen. Die höchste Erhebung ist Cerro Pircas (31° 42′ S, 69° 9′ W) mit 4366 m oder 4380 m.

## Toponym
Das Toponym Tontal kommt wahrscheinlich aus dem Allentiac, einem Dialekt der Sprache Huarpe der indigenen Huarpes, die noch zur Zeit der spanischen Konquista Mitte des 16. Jahrhunderts die Region Cuyo besiedelten in deren zentralem Bereich die so genannte Bergkette liegt.
Das Wort kann von tontall stammen, das sich aus tumta-all, einer Kombination der Begriffe tumta für Berg und all für Metall (Silber etc.) gebildet hat. Was bedeutet „Das Metall (gemeint ist Silber) vom Berg“, wahrscheinlich in Anspielung auf den Silberbergbau der nachweislich seit prähistorischen Zeiten im Gebirge betrieben wurde.